# セザーレ・ラッテス
セザーレ・ラッテス（Cesare Mansueto Giulio Lattes、1924年7月11日 - 2005年3月8日）はブラジルの実験物理学者。パイ中間子の発見者の一人である。

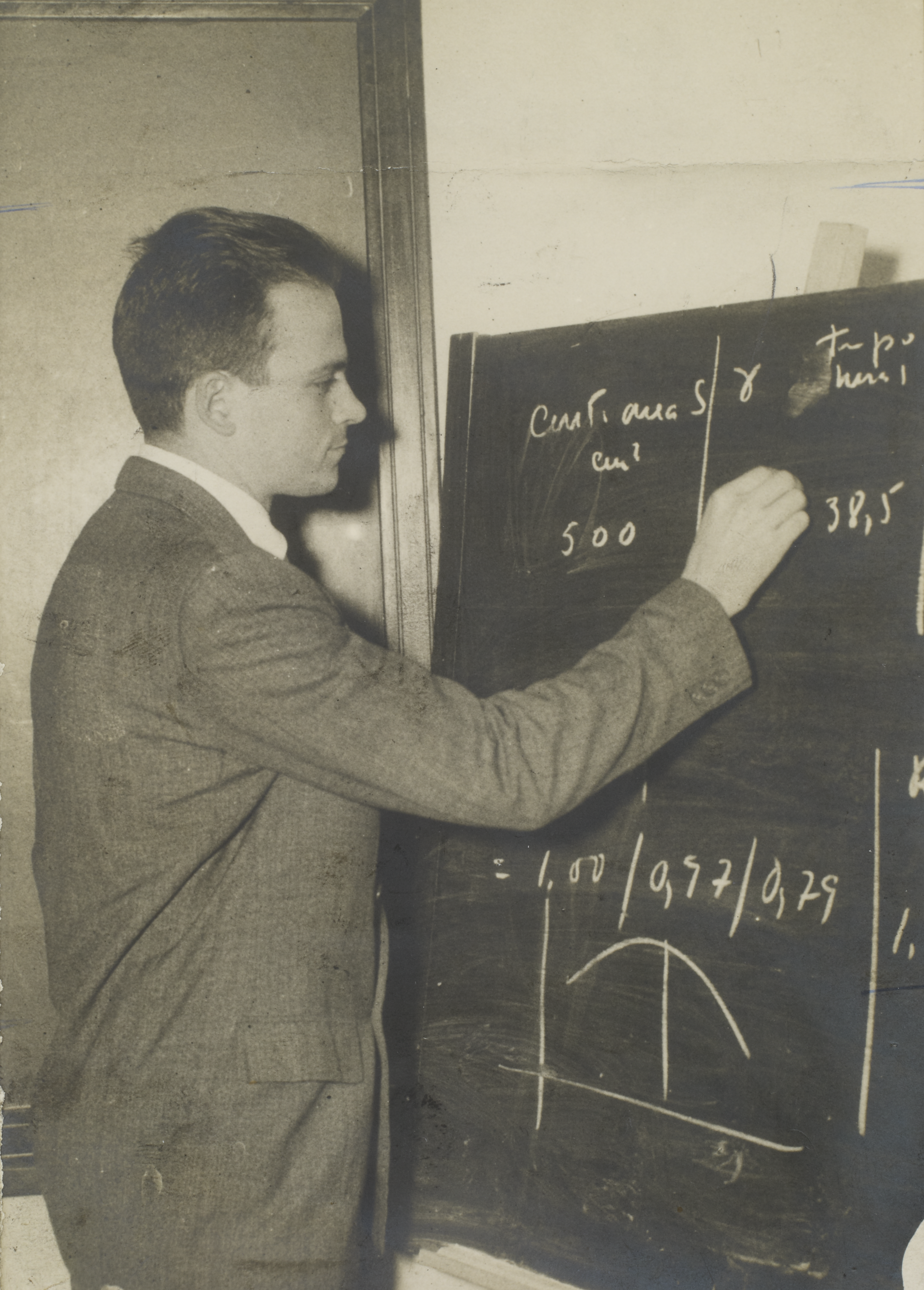
Cesar Lattes, 1949

ラッテスはユダヤ系イタリア人移民の家に生れた。サンパウロ大学の数学科、物理学科を1943年に卒業した。w:Gleb Wataghin (1899-1986) やジュセッペ・オキャリーニ(1907-1993)らヨーロッパの教師のもとで研究した最初の世代のブラジルの物理学者たちの1人で、リオデジャネイロの物理学研究センターCentro Brasileiro de Pesquisas Fisicasの設立者の一人である。
1947年にセシル・パウエルのチームの一員となって、寿命が短く地表に到達できないパイ中間子をボリビアにあるアンデス山脈の標高5000mの山に登って写真乾板を使って発見した。24歳の時である。
その他ユージン・ガードナーとサイクロトンによって人工的に作られたパイ中間子を検出した。
1949年にブラジルに戻り、リオデジャネイロ連邦大学、サンパウロ大学などで研究し1967年にカンピーナス州立大学教授になった。